# Styporc
Styporc (kaszb. Sztëpòrc, niem. Styports, dawniej Czibur, 1683 r. Pustkowie Sztypurz) – osada w Polsce położony w województwie pomorskim, w powiecie chojnickim, w gminie Chojnice, na obszarze Zaborskiego Parku Krajobrazowego. Miejscowość jest częścią składową sołectwa Kopernica.
W latach 1975–1998 miejscowość administracyjnie należała do województwa bydgoskiego.